# Gle Keujo
Gle Keujo är en kulle i Indonesien.   Den ligger i provinsen Aceh, i den västra delen av landet, 1 800 km nordväst om huvudstaden Jakarta. Toppen på Gle Keujo är 135 meter över havet, eller 59 meter över den omgivande terrängen. Bredden vid basen är 1,3 km.
Terrängen runt Gle Keujo är platt åt nordost, men åt sydväst är den kuperad.Runt Gle Keujo är det ganska glesbefolkat, med 47 invånare per kvadratkilometer. Närmaste större samhälle är Sigli, 18,6 km sydost om Gle Keujo. Omgivningarna runt Gle Keujo är en mosaik av jordbruksmark och naturlig växtlighet.